# Un matto/Un giudice
Un matto/Un giudice è il 22º singolo discografico del cantante italiano Fabrizio De André, pubblicato nel 1971 dalla Produttori Associati come unico singolo estratto dall'album Non al denaro non all'amore né al cielo.

## Il disco
Inizialmente la canzone Un giudice aveva un  sottotitolo: "Dietro ogni giudice c'è un nano". Esistono copie molto rare del disco con questa scritta, altre con la scritta cancellata a mano e quelle più diffuse, senza tracce di scritta. Sul retro della copertina ci sono i testi delle due canzoni e una breve nota non firmata di presentazione dell'album da cui le canzoni sono tratte, che parla di 10 canzoni mentre ce ne sono solo 9. La grafica è di Gian Carlo Greguoli.
Così Ciao 2001 recensì il disco:

## Tracce
Lato A
1. Un matto (dietro ogni scemo c'è un villaggio) – 2:35 (testo: Fabrizio De André e Giuseppe Bentivoglio – musica: Fabrizio De André e Nicola Piovani; edizioni musicali Editori Associati)

Lato B
1. Un giudice – 2:55 (testo: Fabrizio De André e Giuseppe Bentivoglio – musica: Fabrizio De André e Nicola Piovani; edizioni musicali Editori Associati)

## Formazione
- Fabrizio De André – voce, chitarra acustica
- Vincenzo Restuccia – batteria
- Tonino Ferrelli – basso
- Silvano Chimenti – chitarra acustica
- Maurizio Majorana – basso
- Vittorio De Scalzi – chitarra acustica
- George Zanagoria – pianoforte, organo Hammond
- Bruno Battisti D'Amario – chitarra classica
- Nicola Piovani – pianoforte, organo Hammond
- Arnaldo Graziosi – clavicembalo
- Massimo Amfiteatrof – violoncello
- Giuseppe Selmi – violoncello
- Dino Asciolla – viola
- Nicola Samale – flauto
- Italo Cammarota – arghilofono